# NGC 4327
NGC 4327 — четверная звезда в созвездии Волосы Вероники. Корвин считает объект одинарной звездой, а дополнительные источники засветки — дефектами фотопластины, использованной для обнаружения астеризма.
Этот объект входит в число перечисленных в оригинальной редакции «Нового общего каталога». В обновленной версии каталога объект признан несуществующим.